# Aconitum ichangense
Aconitum ichangense là một loài thực vật có hoa trong họ Mao lương. Loài này được (Finet & Gagnep.) Hand.-Mazz. mô tả khoa học đầu tiên năm 1939.